# Verran
Verran è un ex comune norvegese della contea di Nord-Trøndelag. Comprendeva i villaggi di Follafoss, Sela, Verrabotn e Verrastranda. Dal 1º gennaio 2020 è stato unito al comune di Steinkjer.

## Geografia
Verran confinava con i comuni di Åfjord ad ovest, Indre Fosen a sud, Inderøy a sud-est, Steinkjer a est e Namdalseid a nord. Il territorio comunale comprendeva la costa occidentale del Beitstadfjord, un braccio del Trondheimsfjord. Nel comune si trovavano tre ampi laghi: Ormsetvatnet,  Selavatnet e Holden. Vi passava inoltre il fiume Follaelva che si immette nel Trondheimsfjord presso Follafoss.